# 踝蛇綿鳚
踝蛇綿鳚，為輻鰭魚綱鱸形目绵鳚亞目绵鳚科的其中一種，分布於東太平洋區，從巴拿馬至智利海域，屬深海底棲性魚類，棲息深度在水深838公尺，體長可達19.2公分。

## 扩展阅读
維基物種上的相關：踝蛇綿鳚